# Yurdçu
Yurdçu (alternatywne nazwy: Yurdchu, Yurdcu, Yurtchi) – wieś w Azerbejdżanie, w rejonie Kəngərli (Nachiczewańska Republika Autonomiczna).
Miasto znajduje się 259,92 km od Baku, stolicy Azerbejdżanu.